# 6922 Yasushi
6922 Yasushi este un asteroid din centura principală, descoperit pe 27 mai 1993, de Satoru Ōtomo.